# Приключения раввина Якова
«Приключе́ния равви́на Я́кова» (фр. Les Aventures de Rabbi Jacob) — французский кинофильм (комедия) режиссёра Жерара Ури, снятый в 1973 году.

## Сюжет
Герой Луи де Фюнеса Викто́р Пивер — промышленник, богач и «немного» расист. Он католик и категорически нетерпим ко всему, что не отвечает его понятию «нормальности».
Пивер собирается выдать замуж дочь и торопится успеть на свадьбу в Париж, но по дороге попадает в аварию на своем автомобиле Citroen DS. Водитель Пивера — еврей Соломон отказывается помогать ему, ссылаясь на шаббат. В результате Пивер увольняет его и идёт искать помощь самостоятельно.
Так он попадает на фабрику жевательной резинки «Янки», в подвале которой контрреволюционный трибунал некоего арабского государства намеревается казнить лидера революции — Мохаммеда Ларби Слимана. Пивер становится свидетелем готовящегося преступления и решает сообщить в полицию, но выдаёт себя заговорщикам. В то время как контрреволюционеры во главе с полковником Фаресом заняты поимкой Пивера, Слиману удается сбежать. В это время Пиверу также удается скрыться, причём на одной лодке со Слиманом. Таким образом за дуэтом Пивер-Слиман устраивается настоящая охота — кроме Фареса, их разыскивает чудаковатый комиссар полиции Андреани по обвинению в убийстве, совершённом во время побега с фабрики «Янки» Слиманом. Слиман стремится покинуть Францию с целью возвращения в родную страну и направляется в Орли. Чтобы уйти от погони в аэропорту, беглецы выдают себя за раввинов.
В это же самое время из Нью-Йорка в Париж летит другая пара героев — бруклинский раввин Яков и его помощник, молодой раввин Самуил. Раввин Яков родом из Нормандии, но не был на родине вот уже 30 лет. В Орли Якова встречают его дальние родственники, большинство из которых (кроме подслеповатой и глуховатой бабушки) ни разу его не видели. В результате путаницы родственники принимают переодетого Пивера за Якова, а несчастный раввин Яков становится объектом пристального внимания комиссара Андреани и полковника Фареса. Пивер же в обличье раввина Якова попадает во множество неловких и смешных ситуаций, становясь в итоге куда толерантнее к людям другого происхождения, веры и культуры.
В итоге фильм заканчивается хорошо — победившие революционеры провозглашают Слимана президентом республики и он женится на дочери Пивера, а раввин Яков, наконец, встречается с роднёй.

## Премии
- Фильм был номинирован в 1975 году на премию «Золотой Глобус» как лучший иностранный фильм.

## В ролях
- Луи де Фюнес — Виктор Пивер
- Клод Жиро — Мохаммед Ларби Слиман
- Анри Гибе[фр.] — Соломон
- Сюзи Делер — Жермен Пивер
- Ренцо Монтаньяни[фр.] — полковник Фарес
- Клод Пьеплю[фр.] — комиссар Андреани
- Марсель Далио — раввин Яков
- Миу-Миу — Антуанетт Пивер
- Жак Франсуа — Жан-Франсуа, генерал
- Андре Фалькон[фр.] — министр
- Мишель Дюплекс — инспектор
- Жерар Дармон — человек Фареса
- Мишель Робэн[фр.] — кюре
- Доминик Зарди — повар «Киевской Звезды»
- Робер Фавар — гость на свадьбе (нет в титрах)